# Терлоева, Милана Зайдиновна
Милана Зайдиновна Терлоева (настоящая фамилия — Бахаева; род. 30 декабря 1979, село Орехово, Чечено-Ингушская АССР, СССР) — российская 
журналистка, писательница, правозащитница. Сотрудница правозащитного центра «Мемориал».

## Биография
Во время первой чеченской войны её семья бежала из родного села Орехово Чечено-Ингушской АССР в Грозный. Во время второй чеченской войны — в Ингушетию. 
После окончания войны Милана поступила в Чеченский государственный университет.
В 2003 году стала одной из восьми чеченских студентов, выбранных для обучения за рубежом правозащитной организацией «Учёба без границ». В 2006 году получила журналистское образование в престижном французском университете — парижском Институте политических наук.
В том же году издала книгу на французском языке "Danser sur les ruines. Une jeunesse tchétchène (Танцуя на руинах. Чеченская молодость)", в которой она рассказала жителям Европы о пережитом во время первой и второй чеченских войн.
Терлоева свободно владеет родным чеченским языком, а также французским, английским и русским, также может читать по-арабски. Интересуется живописью и русской литературой.
Несмотря на многочисленные предложения о работе в Париже, Терлоева решила вернуться в Грозный для того, чтобы открыть независимое печатное издание. Составила проект европейского культурного центра в Чечне, и работала над второй книгой, посвящённой судьбе чеченской женщины.